# Olio Dante
Olio Dante è un'azienda italiana produttrice di olio extra vergine di oliva, olio di oliva, olio di semi, salse e oli aromatizzati, ed opera con i marchi Dante, Lupi, Olita, OIO e Topazio. La sede legale è a Milano mentre la sede amministrativa e lo stabilimento di produzione sono a Montesarchio, in provincia di Benevento.

## Storia
Olio Dante nacque nel 1898 come marchio di oli d'oliva confezionati e commercializzati dalla ditta Giacomo Costa fu Andrea di Genova. Il suo nome fu scelto in onore al poeta Dante Alighieri, riconosciuto come uno dei simboli dell'italianità, infatti, gli oli venivano esportati verso le Americhe, dove vivevano numerose comunità di emigrati italiani. La Giacomo Costa fu Andrea, fondata nel 1854 dai fratelli Giovan Battista (1825-1892) e Giacomo Costa (1836-1916), portava avanti un'attività iniziata nel 1849 dal loro padre Andrea, e dato il successo commerciale del marchio, questo venne fatto registrare nell'ottobre 1907. In America, Olio Dante ricevette la medaglia d'oro come miglior prodotto nel 1904, a cui un decennio più tardi fece seguito una seconda, nel 1915.
L'olio commercializzato dall'impresa dei Costa veniva prodotto principalmente in Sardegna, Italia meridionale, Grecia, Turchia e Spagna. Intanto, Eugenio, Federico ed Enrico Costa, figli di Giacomo, assunsero la conduzione della ditta, che nel 1910 diventava società in nome collettivo. Attraverso costoro la Giacomo Costa fu Andrea divenne impresa industriale con l'inaugurazione avvenuta nel 1925 del primo stabilimento di produzione e raffinazione dell'olio di oliva a Sampierdarena. Sette anni più tardi, nel 1932, un secondo impianto di raffinazione fu costruito a Taranto. Notevoli furono gli investimenti in campo pubblicitario effettuati dalla famiglia Costa, dapprima con inserzioni sui quotidiani e, a partire dagli anni trenta, sulle più importanti riviste italiane. Nel periodo compreso tra le due guerre, l'olio di oliva prodotto dall'azienda genovese era il più esportato dall'Italia, e oltre che alle Americhe si rivolgeva anche ai paesi europei, in particolare la Germania, dove Olio Dante rappresentava l'80% dell'olio di produzione italiana. Nel 1935, ricevette a Bruxelles la terza medaglia d'oro.
Nel secondo dopoguerra, con lo sviluppo della televisione, nel 1957 fu girato il primo spot televisivo all'interno di Carosello, diretto da Sergio Tofano, il cui testimonial fu l'attore Peppino De Filippo. L'anno dopo la famiglia Costa introduce sul mercato l'olio di arachidi OIO. Negli anni sessanta, la produzione dell'Olio Dante incrementò con l'apertura di nuovi stabilimenti a Inveruno (MI), Vignole Borbera (AL) e Marghera (VE). La famiglia Costa, che fin dagli anni venti aveva creato un importante gruppo attivo nel settore armatoriale, l'attuale Costa Crociere, decise di dismettere l'attività di produzione olearia entrata in crisi, e perciò nel 1985 cedette il marchio Olio Dante e lo stabilimento di Inveruno alla multinazionale anglo-olandese Unilever.
Nel 2008, il marchio Olio Dante, che in quell'anno rappresenta il 15% del mercato italiano, viene ceduto alla multinazionale spagnola Grupo Sos Cuetara, la quale dopo appena un anno, nel 2009, lo rivendette all'azienda olearia italiana Industria Oleifici Biagio Mataluni S.r.l. di Montesarchio, in provincia di Benevento. Gli Oleifici, sotto la guida del Presidente Biagio Mataluni, riescono a riportare in Italia lo storico marchio dopo ben 24 anni. La Società, rinominata Olio Dante S.p.A., acquisisce altre realtà storiche, tra cui Topazio, OIO, Lupi e Olita dalla Star di Agrate Brianza.
Nel 2014 Ismea (ente pubblico economico legato al Ministero delle Politiche Agricole, Alimentari e Forestali) entra nel capitale della Olio Dante S.p.A., al fine di rafforzare la presenza dei marchi oltre i confini nazionali. Nel 2017 la management company Oxy Capital avvia la realizzazione di un piano industriale di sviluppo, incentrato sul raggiungimento di una maggiore efficienza, su nuovi prodotti e sull'aumento della presenza nei mercati internazionali, supportando così l’azienda sia dal punto di vista gestionale che finanziario. La famiglia Mataluni e Ismea restano nella compagine societaria. Nel 2020 illimity Bank ha iniziato a finanziare l’azienda, progressivamente anche con l’attività di factoring. 
Oggi l’azienda vanta un moderno impianto di produzione a Montesarchio (Benevento), esteso su una superficie di 50.000 metri quadrati, con un frantoio (250.000 kg di olive / giorno), 2 raffinerie (olive e semi, 250.000 kg / giorno), 20 linee di imbottigliamento (fino a 1.000.000 lt / giorno) e un laboratorio di controllo qualità di alto livello. Si colloca tra i principali produttori di oli alimentari nello scenario internazionale con le più importanti etichette storiche italiane, producendo anche in private label per conto di selezionate aziende leader della GDO italiana ed estera.

## Informazioni e dati
Le origini del Gruppo Mataluni risalgono al 1934, quando Biagio Mataluni senior, dopo un lungo periodo di tempo trascorso negli Stati Uniti d'America, decise di realizzare nella terra natia di Montesarchio un frantoio dotato di un impianto oleario estrattivo considerato all'epoca tecnologicamente all'avanguardia. Con gli eredi divenne azienda industriale, e dal 1980 operava come produttore di olio di oliva per conto terzi, in particolare per le catene della GDO. Nel 2000, inaugura un moderno stabilimento di produzione, che si estende su una superficie complessiva di 160000 m² (di cui 60.000 coperti) e impiega circa 200 addetti, con un frantoio (250000 kg di olive/giorno), 2 raffinerie (olive e semi, 250000 kg/giorno), 20 linee di imbottigliamento (fino a 1000000 l/giorno) e un laboratorio di controllo qualità di alto livello. Il Gruppo Mataluni, il cui nucleo si sviluppa dalla Oleifici Biagio Mataluni S.r.l., impegnata nella produzione e nell'imbottigliamento di olio di oliva, è composto anche dalle società Mataluni S.p.A., dedita alla produzione di olio di semi; la Fabio Mataluni & C. S.r.l.,  che si occupa della produzione di materiali plastici; la Enemont S.c.a.r.l.; e la stessa Olio Dante S.p.A.